# Ціна життя (фільм, 1940)
«Ціна життя» — радянський художній драматичний фільм 1940 року, знятий режисером Миколою Тихоновим на Ашхабадській кіностудії.

## Сюжет
Дія відбувається в Туркменії 1930-х років. Старий хірург Ястребов (Іван Пельтцер) забороняє своїй дочці Лізі займатися парашутним спортом, вважаючи його небезпечним. Одного разу до нього звертається льотчик, який прибув з аеродрому. У віддаленому аулі вмирає дитина, їй потрібна термінова операція. Ястребов погоджується летіти. Але по радіо повідомляють, що в районі посадки почався сильний буран, посадкова смуга занесена піском. Старий лікар і чути нічого не хоче про повернення. Він наважується зробити стрибок з парашутом. Після успішно проведеної операції життя дитини врятоване.

## У ролях
- Іван Пельтцер — лікар Ястребов
- Тетяна Кондракова — Айна, радистка
- Іван Клюквин — Курбан Мередов
- Іван Лавров — реєстратор
- Олександра Попова — чергова радистка
- Віктор Кулаков — черговий льотчик
- Сергій Антимонов — начальник зв'язку
- Ашир Міляєв — льотчик Бергенов
- М. Скавронська — мати Бергенова
- Б. Кероп'ян — поет
- Неоніла Іванова-Толмачова — Софія Мередова
- Р. Зілова — Ліза
- Микола Гладков — начальник ГВФ
- Дурди Сапаров — епізод

## Знімальна група
- Режисер — Микола Тихонов
- Сценаристи — Володимир Скріпіцин, А. Константинов
- Оператор — Борис Франциссон
- Композитор — Ігор Способін
- Художник — Микола Валеріанов